# 레이성
레이성(중국어 간체자: 雷声, 정체자: 雷聲, 병음: Léi Shēng, 한자음: 뇌성, 1984년 3월 7일~)은 중화인민공화국의 펜싱 선수로 주 종목은 플뢰레이다.

## 경력
레이성은 2006년 세계 펜싱 선수권 대회에서 동메달을 획득하였다. 그는 2008년 하계 올림픽에 참가하기도 하였다. 2012년 하계 올림픽의 남자 플뢰레 개인전의 결승전에서 그는 이집트의 알라엘딘 아부엘카셈을 15-13으로 꺾고 우승하였다.